# Вязовка (приток Кезы)
Вязовка — река в России, протекает в городском округе город Бор Нижегородской области.
Устье реки находится в 33 км по правому берегу реки Кезы. Длина реки составляет 10 км.
Исток реки находится в лесу в 17 км к северо-западу от села Линда. Река течёт на северо-восток, протекает деревню Крутец, где принимает слева реку Пьяну. Впадает в Кезу у села Николино-Кулига.

## Данные водного реестра
По данным государственного водного реестра России относится к Верхневолжскому бассейновому округу, водохозяйственный участок реки — Волга от Горьковского гидроузла и до устья реки Ока, речной подбассейн реки — Волга ниже Рыбинского водохранилища до впадения Оки. Речной бассейн реки — (Верхняя) Волга до Куйбышевского водохранилища (без бассейна Оки).
Код объекта в государственном водном реестре — 08010300512110000017435.